# Льєйда
Ле́рида (ісп. Lérida, МФА: [ˈleɾiða]), або Льє́йда (кат. Lleida, МФА: [ʎ'eјðə]) — муніципалітет і місто в Іспанії, у Автономній області Каталонія. Розташоване у районі (кумарці) Саґрія провінції Льєйда, згідно з новою адміністративною реформою перебуватиме у складі Західної баґарії.

## Назва
Походить від латинської назви міста Іле́рда (лат. Ilerda), від назви місцевого іберійського народу ілерґетів.
Відповідно до закону "Про мовну політику" № 1/1998 від 7 січня 1998 р. (кат. De política lingüística), зокрема статті 2 цього закону, каталанська мова є «мовою топонімії Каталонії». Відповідно до статті 18 цього ж закону, топоніми у Каталонії мають «єдину офіційну версію, [затверджену] Інститутом каталонських студій».
Відповідно до зазначеного вище закону назва міста транскрибується з каталанської мови як Льєйда. Раніше транскрипція робилася з іспанської мови, назва міста звучала як Леріда[недоступне посилання з червня 2019]. Сьогодні в Іспанії в офіційних документах, деяких іспаномовних періодичних виданнях, на пр., у іспаномовній газеті «Ель-Паїс» вживається лише назва Льєйда. Відповідно до закону 2/1992 від 28 лютого 1992 р. провінція Леріда була офіційно перейменована у провінцію Льєйда — див. тут.

## Населення
Населення міста (у 2022 р.) становить 140,797 осіб (з них менше 14 років — 14,8 %, від 15 до 64 — 69,4 %, понад 65 років — 15,8 %). У 2006 р. народжуваність склала 1.564 особи, смертність — 1.159 осіб, зареєстровано 706 шлюбів. У 2001 р. активне населення становило 54.162 особи, з них безробітних — 4.631 особа.
Серед осіб, які проживали на території міста у 2001 р., 81.211 народилися в Каталонії (з них 66.264 особи у тому самому районі, або кумарці), 26.254 особи приїхали з інших областей Іспанії, а 4.734 особи приїхали з-за кордону.
Університетську освіту має 16 % усього населення.
У 2001 р. нараховувалося 40.448 домогосподарств (з них 20,5 % складалися з однієї особи, 26,6 % з двох осіб,23,1 % з 3 осіб, 20,6 % з 4 осіб, 6,4 % з 5 осіб, 2 % з 6 осіб, 0,5 % з 7 осіб, 0,2 % з 8 осіб і 0,2 % з 9 і більше осіб).
Активне населення міста у 2001 р. працювало у таких сферах діяльності: у сільському господарстві — 4,2 %, у промисловості — 13,1 %, на будівництві — 11,3 % і у сфері обслуговування — 71,4 %.
У муніципалітеті або у власному районі (кумарці) працює 51.278 осіб, поза районом — 9.450 осіб.

## Традиційна культура
Традиційні святкування включають головне щорічне свято міста: Феста Майор; Fira de Sant Miquel і L’Aplec del Caragol (фестиваль поїдання ескарго, найбільший у світі подібного роду, який проводиться в Camps Elisis з 1980 року). Останнє — це гастрономічне свято, присвячене приготуванню ескарго, яке відзначається щорічно наприкінці травня. «L'Aplec» збирає тисячі людей за столом, щоб скуштувати найтрадиційніші страви Леріди. Через його велику популярність у 2002 році Женералітат Каталонії оголосив його традиційним святом національного масштабу, а через два роки уряд Іспанії також оголосив його таким. Основні традиційні святкування в Леріді проводяться під головуванням дванадцяти символічних «Gegants de la Paeria» (Велетні ратуші), два найстаріших з яких були створені в 1840 році.

## Залізниця
Лерида обслуговується високошвидкісною залізничною лінією Ренфе Мадрид-Барселона, яка обслуговує Барселону, Сарагосу, Калатаюд, Гвадалахару та Мадрид. У січні 2010 року в Леріді був відкритий новий аеропорт і невеликий аеродром в Альфесі. Крім того, місто є західною кінцевою станцією Eix Transversal Lleida-Girona, і зараз планується будівництво залізниці, що охоплює таку ж відстань (Eix Transversal Ferroviari). Єдина пасажирська залізнична станція Леріди - це Леріда Пірінеус. Його обслуговують залізничні лінії Renfe і Ferrocarrils de la Generalitat de Catalunya. У майбутньому мережа приміських поїздів Rodalies Lleida з’єднає місто з прилеглою територією та головними містами провінції, покращуючи існуючу мережу за рахунок збільшення частоти поїздів та нової інфраструктури. Друга залізнична станція — Pla de la Vilanoveta в промисловій зоні, і використовується лише для вантажних поїздів. У його приміщеннях буде розташований майбутній музей залізниці. З 2008 року більшість громадського транспорту в околицях Леріди, в основному були автобуси, що експлуатуються декількома компаніями, і управляються Autoritat Territorial de la Mobilitat de l'Àrea de Lleida.

### Доходи населення
У 2002 р. доходи населення розподілялися таким чином :
| \| Доходи населення за статтями доходів \| Доходи населення за статтями доходів \| Доходи населення за статтями доходів \| \| Рік \| 2002 р. \| 2001 р. \| \| ------------------------------------ \| ------------------------------------ \| ------------------------------------ \| \| Заробітна платня \| 65 % \| 65,1 % \| \| Доходи від ведення бізнесу \| 22,3 % \| 22,2 % \| \| Соціальна допомога \| 12,8 % \| 12,7 % \| |         |         |
| Доходи населення за статтями доходів |         |         |
| Рік | 2002 р. | 2001 р. |
| Заробітна платня | 65 %    | 65,1 %  |
| Доходи від ведення бізнесу | 22,3 %  | 22,2 %  |
| Соціальна допомога | 12,8 %  | 12,7 %  |

### Безробіття
У 2007 р. нараховувалося 3.802 безробітних (у 2006 р. — 4.363 безробітних), з них чоловіки становили 43 %, а жінки — 57 %.

## Економіка
У 1996 р. валовий внутрішній продукт розподілявся по сферах діяльності таким чином :
| \| Валовий внутрішній продукт \| Валовий внутрішній продукт \| Валовий внутрішній продукт \| \| Рік \| 1996 р. \| 1991 р. \| \| -------------------------- \| -------------------------- \| -------------------------- \| \| Сільське господарство \| 3 % \| 4,4 % \| \| Промисловість \| 19,9 % \| 18,4 % \| \| Будівництво \| 7,9 % \| 8,7 % \| \| Послуги \| 69,3 % \| 68,6 % \| |         |         |
| Валовий внутрішній продукт |         |         |
| Рік | 1996 р. | 1991 р. |
| Сільське господарство | 3 %     | 4,4 %   |
| Промисловість | 19,9 %  | 18,4 %  |
| Будівництво | 7,9 %   | 8,7 %   |
| Послуги | 69,3 %  | 68,6 %  |

### Підприємства міста

#### Промислові підприємства
| \| Промислові підприємства міста, за сферою діяльності \| Промислові підприємства міста, за сферою діяльності \| Промислові підприємства міста, за сферою діяльності \| \| Рік \| 2002 р. \| 2001 р. \| \| --------------------------------------------------- \| --------------------------------------------------- \| --------------------------------------------------- \| \| Енергетичні та водні ресурси \| 1,1 % \| 1 % \| \| Хімія та метали \| 4,9 % \| 5,2 % \| \| Переробка металів \| 36,8 % \| 36,1 % \| \| Продукти харчування \| 10,9 % \| 10,6 % \| \| Текстиль \| 11,8 % \| 11,3 % \| \| Виробництво меблів, видання \| 32,4 % \| 33,6 % \| \| Інше \| 2,2 % \| 2,1 % \| \| Усього підприємств \| 552 \| 574 \| |         |         |
| Промислові підприємства міста, за сферою діяльності |         |         |
| Рік | 2002 р. | 2001 р. |
| Енергетичні та водні ресурси | 1,1 %   | 1 %     |
| Хімія та метали | 4,9 %   | 5,2 %   |
| Переробка металів | 36,8 %  | 36,1 %  |
| Продукти харчування | 10,9 %  | 10,6 %  |
| Текстиль | 11,8 %  | 11,3 %  |
| Виробництво меблів, видання | 32,4 %  | 33,6 %  |
| Інше | 2,2 %   | 2,1 %   |
| Усього підприємств | 552     | 574     |

#### Роздрібна торгівля
| \| Підприємства роздрібної торгівлі міста, за сферою діяльності \| Підприємства роздрібної торгівлі міста, за сферою діяльності \| Підприємства роздрібної торгівлі міста, за сферою діяльності \| \| Рік \| 2002 р. \| 2001 р. \| \| ------------------------------------------------------------ \| ------------------------------------------------------------ \| ------------------------------------------------------------ \| \| Продукти харчування \| 27,8 % \| 28 % \| \| Одяг та взуття \| 23,4 % \| 23,7 % \| \| Товари для дому \| 13,6 % \| 13,2 % \| \| Книги та періодичні видання \| 5 % \| 5,1 % \| \| Промислова хімічна продукція \| 7,7 % \| 7,7 % \| \| Продукція, пов'язана з транспортними засобами \| 3,7 % \| 3,6 % \| \| Інше \| 18,7 % \| 18,5 % \| \| Усього підприємств \| 2.299 \| 2.389 \| |         |         |
| Підприємства роздрібної торгівлі міста, за сферою діяльності |         |         |
| Рік | 2002 р. | 2001 р. |
| Продукти харчування | 27,8 %  | 28 %    |
| Одяг та взуття | 23,4 %  | 23,7 %  |
| Товари для дому | 13,6 %  | 13,2 %  |
| Книги та періодичні видання | 5 %     | 5,1 %   |
| Промислова хімічна продукція | 7,7 %   | 7,7 %   |
| Продукція, пов'язана з транспортними засобами | 3,7 %   | 3,6 %   |
| Інше | 18,7 %  | 18,5 %  |
| Усього підприємств | 2.299   | 2.389   |

#### Сфера послуг
| \| Підприємства міста, що працюють у сфері послуг, за діяльністю \| Підприємства міста, що працюють у сфері послуг, за діяльністю \| Підприємства міста, що працюють у сфері послуг, за діяльністю \| \| Рік \| 2002 р. \| 2001 р. \| \| ------------------------------------------------------------- \| ------------------------------------------------------------- \| ------------------------------------------------------------- \| \| Гуртова торгівля \| 14 % \| 14,4 % \| \| Готелі та готельний бізнес \| 16,3 % \| 16,8 % \| \| Транспорт та зв'язок \| 17,7 % \| 17,7 % \| \| Посередницькі фінансові послуги \| 5,7 % \| 5,7 % \| \| Послуги підприємствам \| 10,1 % \| 9,9 % \| \| Послуги фізичним особам \| 28,7 % \| 28,6 % \| \| Нерухомість та ін. \| 7,5 % \| 7 % \| \| Усього підприємств \| 4.979 \| 4.991 \| |         |         |
| Підприємства міста, що працюють у сфері послуг, за діяльністю |         |         |
| Рік | 2002 р. | 2001 р. |
| Гуртова торгівля | 14 %    | 14,4 %  |
| Готелі та готельний бізнес | 16,3 %  | 16,8 %  |
| Транспорт та зв'язок | 17,7 %  | 17,7 %  |
| Посередницькі фінансові послуги | 5,7 %   | 5,7 %   |
| Послуги підприємствам | 10,1 %  | 9,9 %   |
| Послуги фізичним особам | 28,7 %  | 28,6 %  |
| Нерухомість та ін. | 7,5 %   | 7 %     |
| Усього підприємств | 4.979   | 4.991   |

## Житловий фонд
У 2001 р. 5,5 % усіх родин (домогосподарств) мали житло метражем до 59 м², 35,3 % — від 60 до 89 м², 44,9 % — від 90 до 119 м² і
14,3 % — понад 120 м².
З усіх будівель у 2001 р. 31,7 % було одноповерховими, 21 % — двоповерховими, 11,2 % — триповерховими, 10,8 % — чотириповерховими, 9,1 % — п'ятиповерховими, 4,9 % — шестиповерховими,
4 % — семиповерховими, 7,3 % — з вісьмома та більше поверхами.

## Автопарк
| \| Автомобілі, зареєстровані у місті, за призначенням \| Автомобілі, зареєстровані у місті, за призначенням \| Автомобілі, зареєстровані у місті, за призначенням \| \| Рік \| 2006 р. \| 2005 р. \| \| -------------------------------------------------- \| -------------------------------------------------- \| -------------------------------------------------- \| \| Приватні автомобілі \| 70,8 % \| 71,5 % \| \| Мотоцикли \| 7,7 % \| 7,2 % \| \| Вантажівки \| 16,3 % \| 16,3 % \| \| Трактори \| 1,3 % \| 1,4 % \| \| Автобуси та ін. \| 3,8 % \| 3,6 % \| \| Усього автомобілів \| 76.943 шт. \| 75.237 шт. \| |            |            |
| Автомобілі, зареєстровані у місті, за призначенням |            |            |
| Рік | 2006 р.    | 2005 р.    |
| Приватні автомобілі | 70,8 %     | 71,5 %     |
| Мотоцикли | 7,7 %      | 7,2 %      |
| Вантажівки | 16,3 %     | 16,3 %     |
| Трактори | 1,3 %      | 1,4 %      |
| Автобуси та ін. | 3,8 %      | 3,6 %      |
| Усього автомобілів | 76.943 шт. | 75.237 шт. |

## Вживання каталанської мови
У 2001 р. каталанську мову у місті розуміли 96,3 % усього населення (у 1996 р. — 97,3 %), вміли говорити нею 81,3 % (у 1996 р. — 82,1 %), вміли читати 79,2 % (у 1996 р. — 77 %), вміли писати 53,9 % (у 1996 р. — 49,4 %). Не розуміли каталанської мови 3,7 %.

## Політичні уподобання
У виборах до Парламенту Каталонії у 2006 р. взяло участь 49.099 осіб (у 2003 р. — 56.117 осіб). Голоси за політичні сили розподілилися таким чином:
| \| Вибори до Парламенту Каталонії \| Вибори до Парламенту Каталонії \| Вибори до Парламенту Каталонії \| \| Рік \| 2006 р. \| 2003 р. \| \| -------------------------------------- \| ------------------------------ \| ------------------------------ \| \| Конвергенція та Єднання (CiU) \| 34 % \| 33,7 % \| \| Соціалістична партія Каталонії (PSC) \| 26,6 % \| 28,7 % \| \| Народна партія (PP) \| 13,9 % \| 14,5 % \| \| Ініціатива за зелену Каталонію (IC) \| 8,2 % \| 6,2 % \| \| Республіканська лівиця Каталонії (ERC) \| 13,5 % \| 15,7 % \| \| Громадянська партія (C's) \| 2,2 % \| 0 % \| \| Інші \| 1,5 % \| 1,2 % \| |         |         |
| Вибори до Парламенту Каталонії |         |         |
| Рік | 2006 р. | 2003 р. |
| Конвергенція та Єднання (CiU) | 34 %    | 33,7 %  |
| Соціалістична партія Каталонії (PSC) | 26,6 %  | 28,7 %  |
| Народна партія (PP) | 13,9 %  | 14,5 %  |
| Ініціатива за зелену Каталонію (IC) | 8,2 %   | 6,2 %   |
| Республіканська лівиця Каталонії (ERC) | 13,5 %  | 15,7 %  |
| Громадянська партія (C's) | 2,2 %   | 0 %     |
| Інші | 1,5 %   | 1,2 %   |

У муніципальних виборах у 2007 р. взяло участь 46.623 особи (у 2003 р. — 54.680 осіб). Голоси за політичні сили розподілилися таким чином:
| \| Муніципальні вибори \| Муніципальні вибори \| Муніципальні вибори \| \| Рік \| 2007 р. \| 2003 р. \| \| -------------------------------------- \| ------------------- \| ------------------- \| \| Конвергенція та Єднання (CiU) \| 20,6 % \| 23,8 % \| \| Соціалістична партія Каталонії (PSC) \| 47,6 % \| 36,9 % \| \| Народна партія (PP) \| 12,2 % \| 14,1 % \| \| Ініціатива за зелену Каталонію (IC) \| 5,9 % \| 10,5 % \| \| Республіканська лівиця Каталонії (ERC) \| 7,2 % \| 12,8 % \| \| Громадянська партія (C's) \| 0 % \| 0 % \| \| Інші \| 6,6 % \| 1,9 % \| |         |         |
| Муніципальні вибори |         |         |
| Рік | 2007 р. | 2003 р. |
| Конвергенція та Єднання (CiU) | 20,6 %  | 23,8 %  |
| Соціалістична партія Каталонії (PSC) | 47,6 %  | 36,9 %  |
| Народна партія (PP) | 12,2 %  | 14,1 %  |
| Ініціатива за зелену Каталонію (IC) | 5,9 %   | 10,5 %  |
| Республіканська лівиця Каталонії (ERC) | 7,2 %   | 12,8 %  |
| Громадянська партія (C's) | 0 %     | 0 %     |
| Інші | 6,6 %   | 1,9 %   |

## Релігія
- Центр Леридської діоцезії Католицької церкви.

## Відомі уродженці
- Пабло Хасель — репер, активіст за незалежність Каталонії.